# Indonesische Literatur
Die indonesische Literatur ist die Literatur des modernen Indonesien, die ganz überwiegend in der modernen indonesischen Verkehrssprache (Bahasa Indonesia) verfasst ist, obwohl es heute etwa 25 ethnolinguistische Gruppen mit jeweils über einer Million Sprechern gibt. Zu den Vorläufern der modernen Literatur gehören die altjavanische und die islamisch-malaiische Literatur.
Das feuchtheiße Klima der Äquatorzone führte dazu, dass Papier als Medium der Überlieferung von Texten nicht verwendet wurde, da es schnell verrottet. So spielt die orale Tradition eine beherrschende Rolle. Puppen- und Schattenspiel, Rezitationswettbewerbe und mit Musik unterlegter Vortrag waren und sind bis in die heutige Zeit sehr beliebt. Für die Rezipienten ist die aktive Teilnahme an diesen Performances ein wichtiges Moment ihrer Identitätsbildung und -wahrung. Die Abgrenzung von Genres wie Lyrik, Epik, Theater, Musik, Rezitation bis hin zum Masken-, Puppen- und Schattenspiel ist daher schwierig.

## Vorgeschichte: Sprachen und Schriften
Seit dem 7. Jahrhundert sind im indonesischen Archipel, der von etwa 200 verschiedenen Ethnien mit ebenso vielen Sprachen und zahlreichen Dialekten bevölkert ist, zwei Schriftsprachen dominant: Javanisch (in Java und auf benachbarten Inseln) und Malaiisch vor allem auf Sumatra. Auf Westjava ist außerdem Sundanesisch verbreitet, das sich deutlich vom Javanischen unterscheidet und eine eigene Schrift entwickelte.
Unter den Einfluss des Hinduismus und der indischen Kultur war Java seit dem 4. Jahrhundert geraten. Die älteste bekannte Schrift stammt aus dieser Zeit. Es handelte sich um eine Form der indischen Devanagari, also eine Silbenschrift mit einem jedem Konsonanten inhärenten Vokal a oder mit durch diakritische Zeichen markierten Vokalen. Sanskrit wurde auf Java und später auf Bali zur Sprache der Eliten. Seit dem 7. und 8. Jahrhundert entstanden mächtige Fürstentümer auf Java unter buddhistischen Einfluss aus Indien und aus China. Chroniken aus dieser Zeit erzählen von der Lebensgeschichte der Fürsten. Die Gestalt des Buddha wurde in religiösen Schriften mit der des Hindugottes Shiva verschmolzen. Der Buddhismus überlebte jedoch nur auf Bali und Lombok. Nach 1300 entfaltete sich das großräumige (ost-)javanische Hindureich Majapahit, wo der größte und bedeutendste Teil der Hinduliteratur entstand. Die Sundanesisch sprechenden Provinzen Westjavas wurden vom Hinduismus weniger stark beeinflusst. Hier sind nur wenige literarische Werke entstanden; hingegen erhielt sich hier lange Zeit die ungeschriebene Literatur der Legenden und Märchen.
Bis zum 14. Jahrhundert hatten malaiische Händler entlang der Küsten Sumatras die malaiische Sprache in arabisch-persischer Schrift verbreitet, was den Einfluss des Hinduismus verdrängte. Bis zur Ankunft der Holländer im 17. Jahrhundert hatte die malaiische Sprache auch den Osten des indonesischen Archipels erreicht.
Ab dem 15. Jahrhundert wurde Javanisch im Zuge der Islamisierung auch in einer Variante der arabischen Schrift geschrieben (pégon oder gundil). Erst im 17. Jahrhundert entstand die heutige Form der javanischen Schrift. Seit die Holländer im 19. Jahrhundert in Indonesien das lateinische Alphabet einführten, wurde die traditionelle javanische Schrift immer weiter verdrängt. Während der japanischen Besetzung Indonesiens zwischen 1942 und 1945 war sie sogar verboten.
Auch die für die Batak-Sprachen wurden Schriftsysteme verwendet, die sich aus indischen Schriften ableiten. Die Schriftkundigen nutzten diese Schriften vor allem für magisch-religiöse Zwecke (Klagelieder usw.).
Rituelle Funktionen haben auch die ältesten altmalayischen Inschriften, die seit dem 7. Jahrhundert in indischen Schriften verfasst wurden. Für das Mittel- und Neumalaiisch bis zum Abschluss der niederländischen Kolonisierung Ende des 19. Jahrhunderts wurde die arabische Schrift verwendet.

## Die indo-javanische Literatur

### Altjavanische Literatur
Die Entwicklung und Blüte der indo-javanischen Literatur war eng verbunden mit den hinduistischen Großreichen auf Java und Süd-Sumatra zwischen dem 9. und 16. Jahrhundert, vor allem aber mit dem seebeherrschenden Feudalreich von Majapahit in Ostjava (1294–1520). Der Hinduismus konnte mit einem beeindruckenden Spektrum an Göttern und mythischen Geschichten aufwarten, das anschlussfähig und attraktiv für die schamanistischen Stammesgesellschaften war. Unter dem Einfluss des Sanskrit brachte das Altjavanische eine archaisch-zeremonielle Sprachform mit vielen Sanskrit-Lehnwörtern hervor, das von Wilhelm von Humboldt erforschte Kawi, welches nur für den poetischen Gebrauch bestimmt war.
Die altjavanische Literatur war durch Übersetzungen und Neuschöpfungen der in Sanskrit verfassten altindischen Mythen Mahabharata, Arjunawiwaha und Ramayana in die Kawi-Sprache geprägt. So wurde das Mahabharata um das Jahr 1000 in Kawi übersetzt. Als Bharatayuddha spielte es in der javanischen Schrift- und Bildkultur und im Wayang eine große Rolle, wobei es durch weitere Figuren angereichert und der Schauplatz nach Java verlegt wurde. Eine populäre Version des Ramayana aus der Zeit um 900, das Kakawin Ramayana im traditionellen Sanskrit-Versmaß, bei der javanische Gottheiten an die Stelle der indischen treten, ist in mehreren Abschriften überliefert.

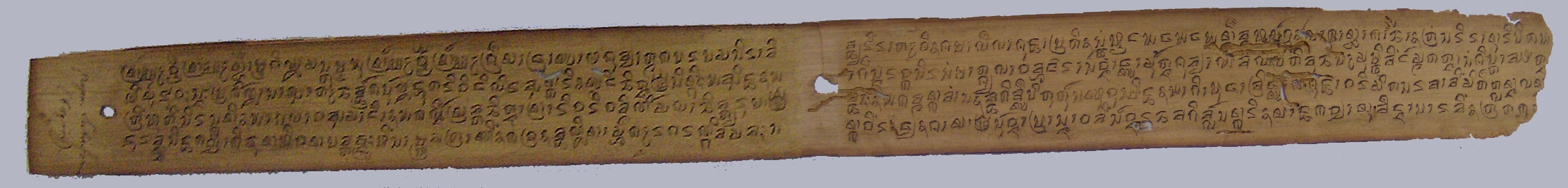
Palmblattmanuskript mit dem Versepos (Kakawin) Sutasoma von Mpu Tantular über Sutasoma, eine Reinkarnation des Buddha (14. Jahrhundert). Dieses Poem enthält das Motto des heutigen indonesischen Staates Bhinneka Tunggal Ika („In Stücken und doch eins“, Einheit in Vielfalt).

Zeitweise wurden in der altjavanischen Literatur buddhistische mit shivaistischen Ideen verschmolzen, so im Epos Arjunawiwaha (ca. 1030) des Dichters Mpu Kanwa über den Wagenlenker Arjuna aus dem Mahabharata und im Werk des toleranten buddhistischen Dichters Mpu Tantular (des „Unbeeinflussbaren“) im 14. Jahrhundert. Der buddhistische Mönch Mpu Prapanca verfasste im Jahr 1365 das Epos Nagarakretaga (auch: Nagarakertagama) über das goldene Zeitalter Javas unter dem Fürsten Hayam Wuruk. Die Zerstörung dieser Macht und die bald einsetzende islamische Dominanz führten jedoch dazu, dass vor allem die buddhistischen Werke in altjavanischer Sprache verloren gingen und manche nur noch in tibetischer Übersetzung vorliegen, während die hinduistische Literatur schon zu tief in der bäuerlichen Bevölkerung verwurzelt war, um sie durch arabische Dichtung zu ersetzen. Vor allem im Wayang blieben viele hinduistische Elemente erhalten.
Westjava, wo Sundanesisch gesprochen wurde und heute noch als Zweitsprache benutzt wird, war von der Hindukultur nur oberflächlich berührt und wurde stärker islamisiert. Aus der vor-islamischen Zeit sind nur wenige bruchstückhafte literarische Zeugnisse auf Palmblättern erhalten wie das in Achtsilblern verfasste Bujangga Manik aus dem 15. Jahrhundert, das in topographisch exakter Form die Reise eines erleuchteten Hindu-Prinzen und Eremiten aus dem alten Königreich Sunda durch Java beschreibt.
Für die Aufzeichnung javanischer Literatur wurden vor allem Holz, Tierhäute, Bambus, später vor allem Palmblätter (bis ins 19. Jahrhundert) verwendet. Auf Luzon (Philippinen) fand sich 1989 eine Inschrift in altjavanischer Sprache auf einer Kupferplatte aus dem Jahr 900.

### Neujavanisch-balinesische Literatur
Danach treten javanische Herrscher- und Heldengeschichten in den Vordergrund (sog. neujavanisch-balinesische Literatur), beginnend mit dem Loblied Nagara-Kertagama des Rakawi Prapañca auf König Hayam Wuruk von Majapahit (1365). Es handelt sich um leichtere Stoffe für das Wayang-Theater wie der Geschichtenzyklus um den Prinzen Panji auf der Suche nach einer idealen Frau oder das volkstümlich-humoristische Damarwulan. Diese Kombination von Puppenspiel und Schauspiel mit Improvisation, Tanz und Musik hat ihren Ursprung in der Frühzeit der animistischen Lokalreligionen hatte und wurde von den Hindupriestern als Instrument der Bekehrung genutzt.

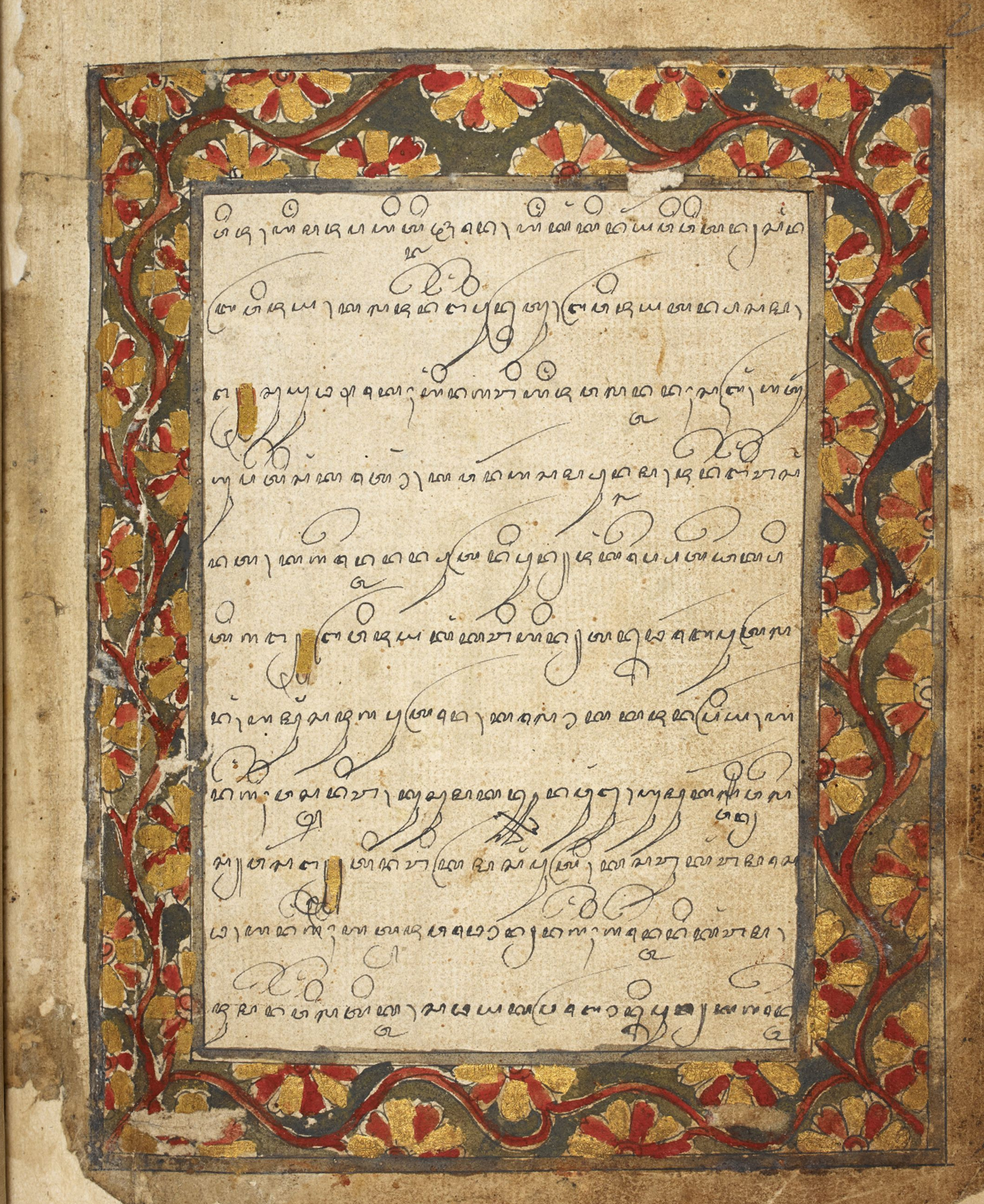
Die Legende von Damarwulan („Mondschein“) aus dem 15. Jahrhundert, Manuskript in javanesischer Sprache und Schrift aus der British Library, wohl spätes 18. Jahrhundert

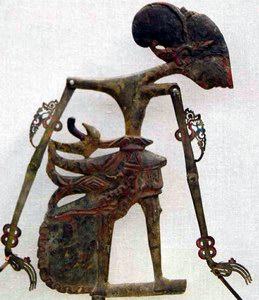
Damarwulan, Wayang Klitik (Schattenspielfigur) aus Ostjava.

Beim javanischen Wayang beber, das seit dem 13. Jahrhundert bezeugt, aber heute so gut wie ausgestorben ist, zeigt ein Vorführer Bildrollen und erzählt dazu mit Musikbegleitung.

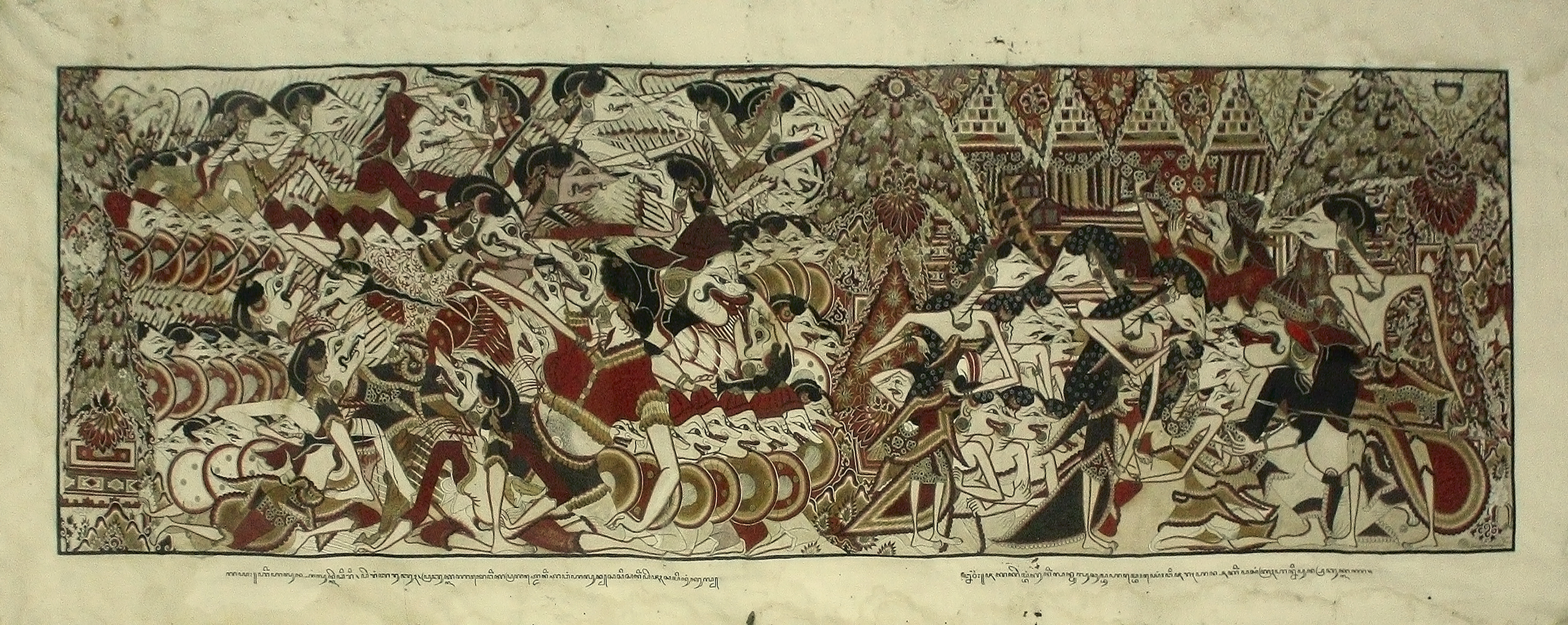
Wayang beber im Mangkunegaran-Palast in Surakarta. Kampfszene mit dem Symbol des Weltenbaums Gunungan rechts der Mitte, das es den Göttern und Ahnen erlaubt, symbolisch an der Aufführung teilzuhaben

In Surabaya entwickelte sich das von Tanz und Musik begleitete Ludruk, eine Komödie im lokalen Dialekt. Daneben wurden zahlreiche Fabeln, Märchen und Tiergeschichten aus stammesgeschichtlicher Zeit in einfacher Prosasprache überliefert.
Seit dem 15. Jahrhundert wurde ausgehend von Malakka zunächst Sumatra islamisiert; seit dem 16. Jahrhundert dominierte auch in weiteren Teilen des Archipels bis auf Bali und Lombok der malaiisch-islamische Kultureinfluss. Das Kawi wurde daher immer weniger genutzt und war rasch nicht mehr verständlich. Unter dem „Apostel“ Javas Sunan Kalijaga (1450–1513), der dem Sufismus nahestand, wurde der Islam durch Lieder, Tanz und Theater popularisiert, doch tolerierte er die lokale Tradition. Er ist Verfasser von Liedern wie Rumekso Ing Wengi (Nachtgebet), die teils in einer Mischsprache aus Arabisch und Javanisch gesungen wurden und in Ritualen bis heute populär sind. So entstand im 17. Jahrhundert unter Sultan Agung von Mataram eine synkretistische islamisch-hinduistisch-buddhistische Kultur mit animistischen Wurzeln.

Eine Wayang beber-Vorführung in Yogyakarta um 1902

Die Gattung des Epos erreichte einen Höhepunkt in gereimten Herrscher- und Heldengeschichten wie der Legende von dem seinem Sultan gegenüber stets loyalen Flottenadmiral Hang Tuah (Hykayat Hang Tuah), einem Stoff aus dem 15. Jahrhundert, der erst im 19. Jahrhundert auf Papier niedergeschrieben wurde. Für Rezitation und schriftlich fixierte Literatur wurden dabei jeweils unterschiedliche Reimschemata entwickelt. Hingegen erfuhr das Puppenspiel auf den Hauptinseln einen Niedergang, da Götterdarstellungen in menschlicher Form vom Islam nicht toleriert wurden und nur in abgelegenen Regionen überlebte. Ersetzt wurde es durch das Schattenspiel mit ausgeschnittenen Figuren. Vor allem der Hofschriftsteller von Surakarta, Raden Nagabehi Jasadipura I. (1729–1803), trug zur Wiederbelebung des javanischen Wayang bei. Auch die auf Palmblattkopien überlieferte javanische Literatur erlebt im 18. und 19. Jahrhundert eine Renaissance. Als letzter javanischer Poet und Philosoph gilt Raden Ngabehi Ronggawarsita (1802–1873).

## Die altmalaiische Literatur
Die nur in Inschriften aus dem 7. und dann verstärkt seit Ende des 9. Jahrhunderts nachweisbare altmalaiische Literatur (Sastra Melayu Lama) ging von den indisierten Staaten Sumatras aus, vor allem von der buddhistischen Seemacht Srivijaya, und enthält Lehnwörter aus dem Sanskrit. Es handelt sich meist um schamanistische Formeln oder um Gründungsurkunden wie der Talang Tuo-Stein aus Palembang aus dem Jahr 684, doch existieren auch mündliche Überlieferungen aus dieser Zeit. Geschrieben wurde in südindischen Schriften, z. B. Pallava.
Seit dem frühen 15. bis zum 16. Jahrhundert wurde die Literatur einschließlich der indischen Epen islamisiert und in persisch-arabischer Schrift mit vielen Lehnswörtern aus diesen Sprachen verschriftlicht. Die älteste Chronik aus dieser Zeit, das Hikayat Raja-raja Pasai, die des Sultanats Pasai auf Sumatra, dient der Legitimation des Begründers der Dynastie, dessen Übertritt zum Islam im Mittelpunkt steht. Seither war die Geschichtsschreibung ein wichtiger Bestandteil der altmalaiischen Literatur. Das malaiische, aus vielen Episoden bestehende Geschichtsepos Sejarah melayu über das Malakka-Sultanat aus dem 16. Jahrhundert war über Sumatra hinaus ebenso verbreitet wie das Hikayat Seri Rama, die malaiische Version des Ramayana, und die höfische Heldenerzählung (Hikajat) des 17. Jahrhunderts über Hang Tuah, den mythischen Admiral des Malakkasultanats.
Die malaiische Lyrik der folgenden klassischen Periode, die von arabischen und persischen Vorbildern beeinflusst war, wurde oft von Sängern mit Instrumentalbegleitung vorgetragen. Insbesondere in der Provinz Aceh weit verbreitet war das vierzeilige Pantun mit dem Reimschema [abab] (Kreuzreim) und 8 bis 12 Silben pro Vers, das beliebig viele verkettete Strophen umfasst und vor allem in der mündlich vorgetragenen Liebeslyrik verwendet wurde. Die malaiische Lyrik erreichte in der Form des Syair, der vierzeiligen Stanze, einen Höhe- und Endpunkt im 19. Jahrhundert. Daneben wurden sufistische Literatur und Epen rezipiert und abgewandelt sowie Herrscherchroniken erstellt.

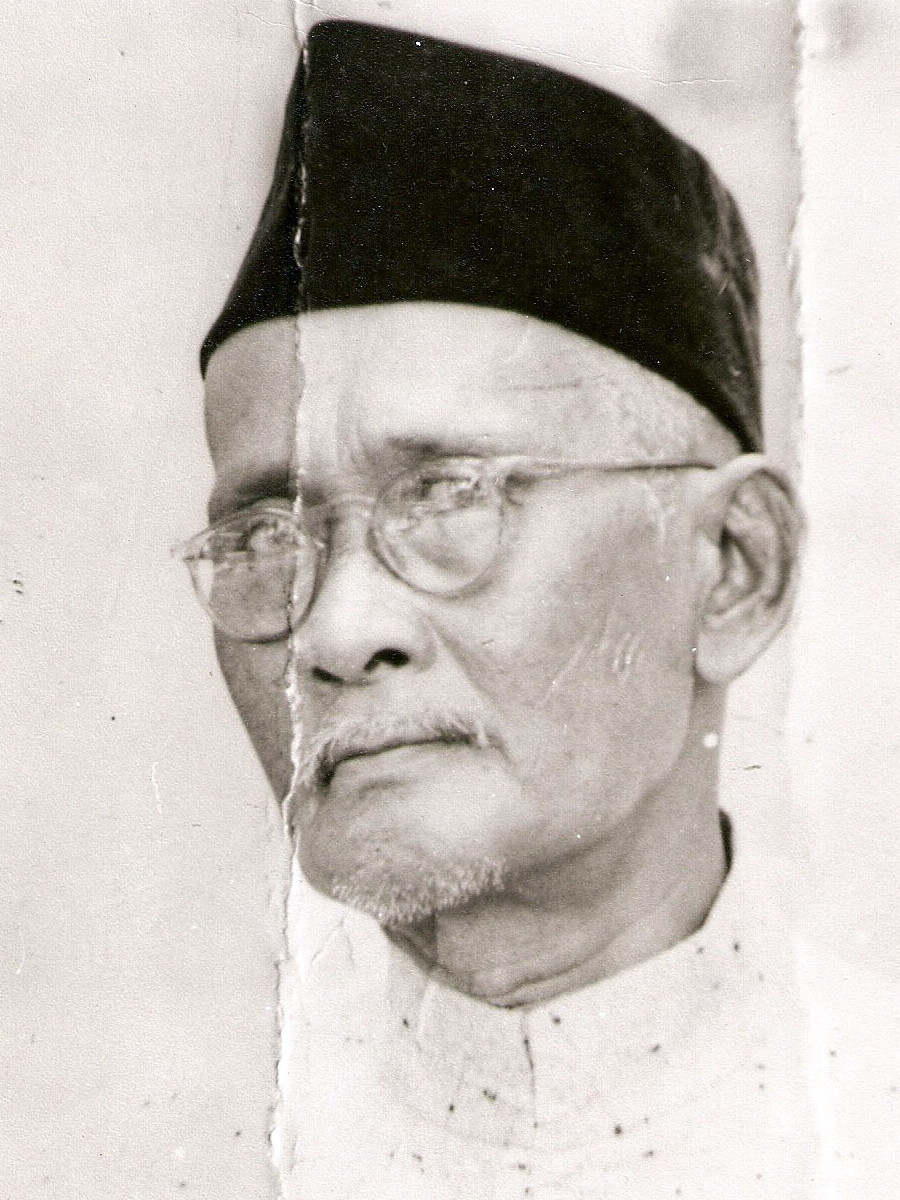
Raja Ali Haji

Wichtigster Dichter und Chronist des 19. Jahrhunderts war Raja Ali Haji (1808–73), ein Angehöriger der Bugi aus dem Sultanat Riau (Ost-Sumatra), der 2004 zum Nationalheld Indonesiens erhoben wurde. In seiner Chronik Tuhfat al-Nafis berichtet er u. a. von den kriegerischen Auseinandersetzungen zwischen den Bugi in Süd-Sulawesi und den Malaien von Riau im 18. Jahrhundert, die erst mit der holländischen Kolonisierung endeten.
Die autochthonen Elemente der altmalaiischen Literatur wurden in der Kolonialzeit, aber auch noch in der Gründungszeit Indonesiens durch die koloniale (englische und holländische) Literaturwissenschaft entwertet, die den indischen Einfluss überschätzte. Erst nach der Gründung Malaysias wurde sie von malaysischen Wissenschaftlern angemessen erforscht.

## Entstehung der einheitlichen Schriftsprache und Kampf um die kulturelle Identität
Nach dem Ende des von Rebellen geführten Java-Kriegs 1830 begannen die Holländer mit der wirtschaftlichen Ausbeutung des Archipels und banden den lokalen Adel in die Verwaltung ein. So blieb Niederländisch-Ostindien bis weit ins 19. Jahrhundert hinein ohne zentrale Verwaltung. Es war also kein niederländisches Territorium oder gar Kulturgebiet, sondern eine Ansammlung von Handelsposten, Plantagen und Militärposten. Geschrieben wurde bis zum Ersten Weltkrieg in Regionalsprachen.
Eine Folge der Kolonisierung und der fast gleichzeitig einsetzenden Erforschung der indoeuropäischen Sprachfamilie war das philologische Interesse der Europäer an der javanischen Sprache und Literatur. Neben Wörterbüchern und Grammatiken des Neujavanischen entstanden seit den 1840er Jahren Übersetzungen aus dem altjavanischen Kawi wie z. B. die des Arjunawiwaha (1871) oder Prosa-Bearbeitungen wie die des Ramayana (1845). Auch wurden die meist mündlich überlieferten Wayang-Texte schriftlich festgehalten.
Die Kolonisierung war erst um 1911 abgeschlossen. Riau war eine der letzten Regionen, in denen eine Kolonialverwaltung etabliert wurde, und wurde zugleich die Geburtsstätte der nationalen Sprachbewegung.

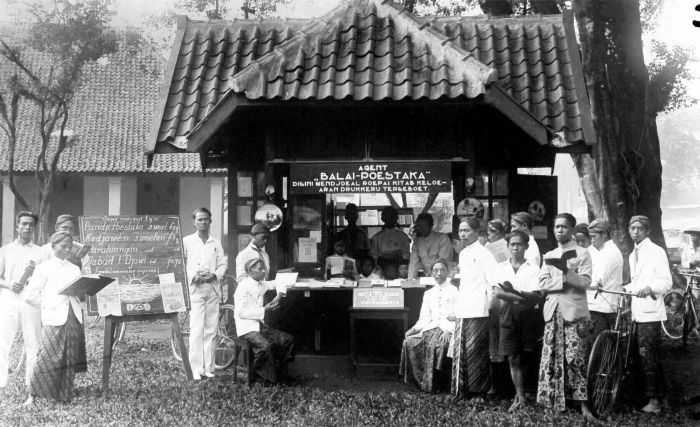
Kiosk von Balai Pustaka in Purwokerto, Aufnahmedatum unbekannt

Seit dem Ersten Weltkrieg wuchs der europäische Einfluss auf die Literaten des Archipels, zunächst vor allem über das britische Malaya. Dadurch erfuhr die Literatur des Archipels eine thematische und formale Modernisierung, z. B. durch neue Themen wie Natur und Landschaft. Die niederländische Kolonialverwaltung zeigte sich besorgt über die Verbreitung freier Druckprodukte und gründete 1917 den kolonialen Verlag Bala ka (ursprünglich Kantoor voor de Volkslectuur), der über eigene Vertriebskioske verfügte. Er förderte den Import bekannter westlicher Unterhaltungsromane und Jugendbücher und den „Export“ politisch unverfänglicher Literatur, scheute aber auch vor harter Zensur nicht zurück. Die Verwendung der niederländischen Sprache sollte hingegen der Elite vorbehalten bleiben; die Zahl der Sprecher stieg von nur etwa 5.000 im Jahr 1900 auf ungefähr 860.000 im Jahr 1942. Entsprechend gering blieb der Einfluss der niederländischen Sprache und Literatur.
Bis ca. 1920 wurde von Autoren, die Bücher in Verlagen publizieren wollten, weitgehend Handelsmalaiisch als Lingua franca verwendet. Danach begann die Gruppe Angkatan Balai Pustaka („Kraft Generation des Lesesaals“, auch Angkatan '20) mit Sprachexperimenten auf der Suche nach neuen Ausdrucksmöglichkeiten und setzte sich kritisch mit den Traditionen auseinander. Dabei waren muslimische Autoren aus Westsumatra besonders aktiv. Marah Roesli (Marah Rusli, 1889–1968) wurde bekannt durch seinen Familienroman Sitti Nurbaya über ein Mädchen, dass von seinem Vater gezwungen wurde, einen älteren Mann zu heiraten, um seine Schulden zu begleichen. Alle Beteiligten finden den Tod. Abdul Muis (1883–1959), ein Protagonist des antikolonialen Kampfes, schildert in seinem 1928 veröffentlichten Roman Salah Asuhan („Erziehungsfehler“) den ebenfalls tragisch endenden Konflikt zwischen zwei jungen Menschen, die westlich und östlich erzogen wurden. Der Lyriker, Dramatiker und Kritiker der Kolonialpolitik Rustam Effendi (1903–1979) schrieb in altmalaiischer Sprache, die er mit Elementen des Arabischen und des Sanskrit anreicherte und verfremdete, um die gewünschten rhythmische Effekte zu erzielen. Der wichtigste Verlag für Literatur in malaiischer und javanischer Sprache in den 1920er und 1930er Jahren wurde von Tan Khoen Swie betrieben.

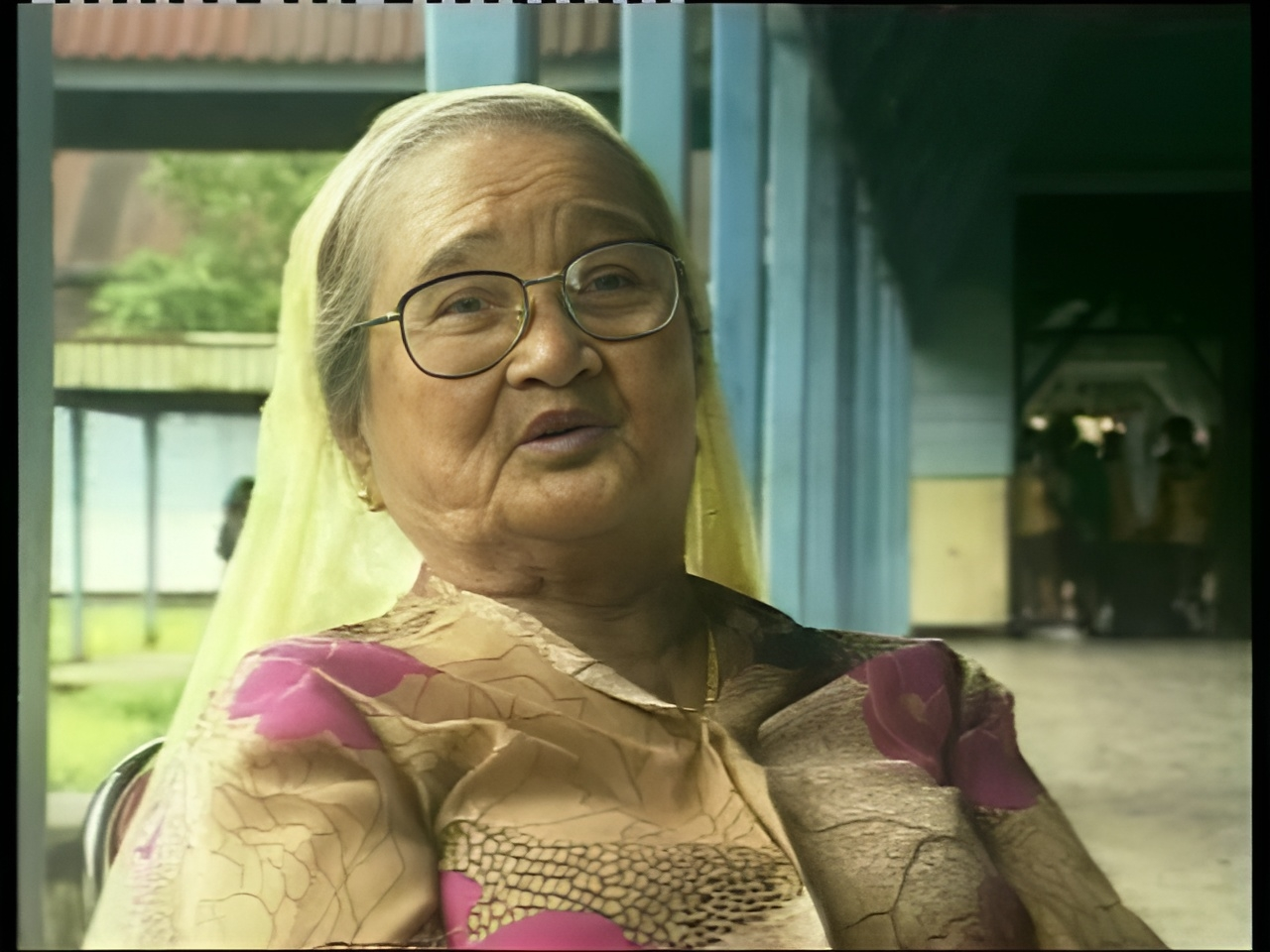
Sariamin Ismail (1990er Jahre)

Der in Nordesumatra geborene Merari Siregar (1896–1941) war der erste Autor, der einen Roman in indonesischer Sprache schrieb; sein Roman Azab dan Sengsara (1920) behandelt das Thema der Zwangsheirat. Zu den frühen feministischen Autorinnen gehörten Sariamin Ismail (1909–1995) aus Riau, die mit den ersten von einer Frau verfassten indonesischen (Liebes-)Roman Kalau Tak Untung (1933; dt. etwa: „Vom Glück nicht begünstigt“) unter dem Pseudonym Selasih schrieb, ferner die nationale Heroine Raden Ajeng Kartini (1879–1904) und Suwarsih Djojopuspito (1912–1977), die sich ebenfalls in der Nationalbewegung engagiert. Sie musste zwei ihrer in sundanesischer Sprache verfassten, teilweise autobiographischen Romane zunächst in niederländischer Sprache veröffentlichen, da ihr der Druck in sundanesischer Sprache verweigert wurde. Buiten het gareel handelt von der Rolle der antikolonialen „wilden Schulen“ im Befreiungskampf. Erst in den 1950er und 1970er Jahren erschienen diese Bücher in sundanesischer bzw. indonesischer Sprache. Auch der javanische Prinz Noto Soeroto (1888–1951), ein Vertreter der sog. Assoziationspolitik mit der Kolonialmacht, der in den Niederlanden studiert und bis 1932 dort gelebt hatte, schrieb in niederländischer Sprache. Seine Wayang-liederen (1931) wurden auch ins Deutsche übersetzt. Später kämpfte er gegen die japanische Okkupation, während seine holländische Frau und seine Kinder gegen die deutsche Besatzer in den Niederlanden kämpften.

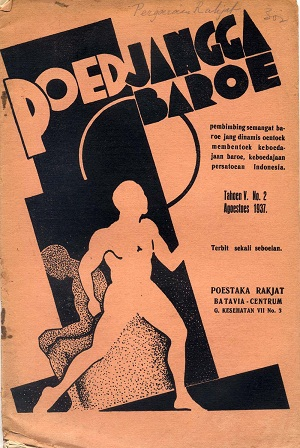
Titelseite der Zeitschrift Poedjangga Baroe (Pujangga Baru, „Der neue Poet“)

Seit den späten 1920er Jahren erstarkte eine Sprachbewegung, die auf die Reform und Vereinheitlichung der Sprache des Archipels zielte. Ziel war es, das ältere Malaiisch durch die Umgangssprache zu ersetzen. Zu dieser Bewegung, die die kulturelle Identitätsfrage auch in der Literatur stellte, der sog. Generation Angkatan Pujangga Baru (auch: Generation der 1930er), zählten der Lyriker Sanussi Pane (1905–1968), der 1937 mit seinem Bruder, dem Autor von Romanen und Kurzgeschichten Armijn Pane (auch bekannt als Adinata oder Kartono, 1908–1970), das erste moderne indonesische Drama verfasste; ferner Muhammad Yamin (1903–1962), Rustam Effendi und der bedeutende Lyriker Amir Hamzah (1911–1946), der – von der arabischen, persischen und Hinduliteratur beeinflusst – Liebesgedichte und andere Gedichte über existenzielle Themen sowie einige Kurzgeschichten veröffentlichte. Hamzah schloss sich um 1930 der nationalistischen Bewegung auf Java an, gründete 1933 mit dem Vorkämpfer der Standardisierung und „Ingenieur der Sprache“ Sutan Takdir Alisjahbana und mit Sanussi Pane die avantgardistische Literaturzeitschrift Poedjangga Baroe, die bis zur japanische Besetzung 1942 existierte, und heiratete später die Tochter des Sultans von Langkat in Nordsumatra. Zeitweise in japanischer Haft, wurde er 1945 zum Repräsentanten der Regierung ernannt. Kommunistische Aufständische ermordeten ihn 1946 wegen angeblicher Kooperation mit den Niederländern.

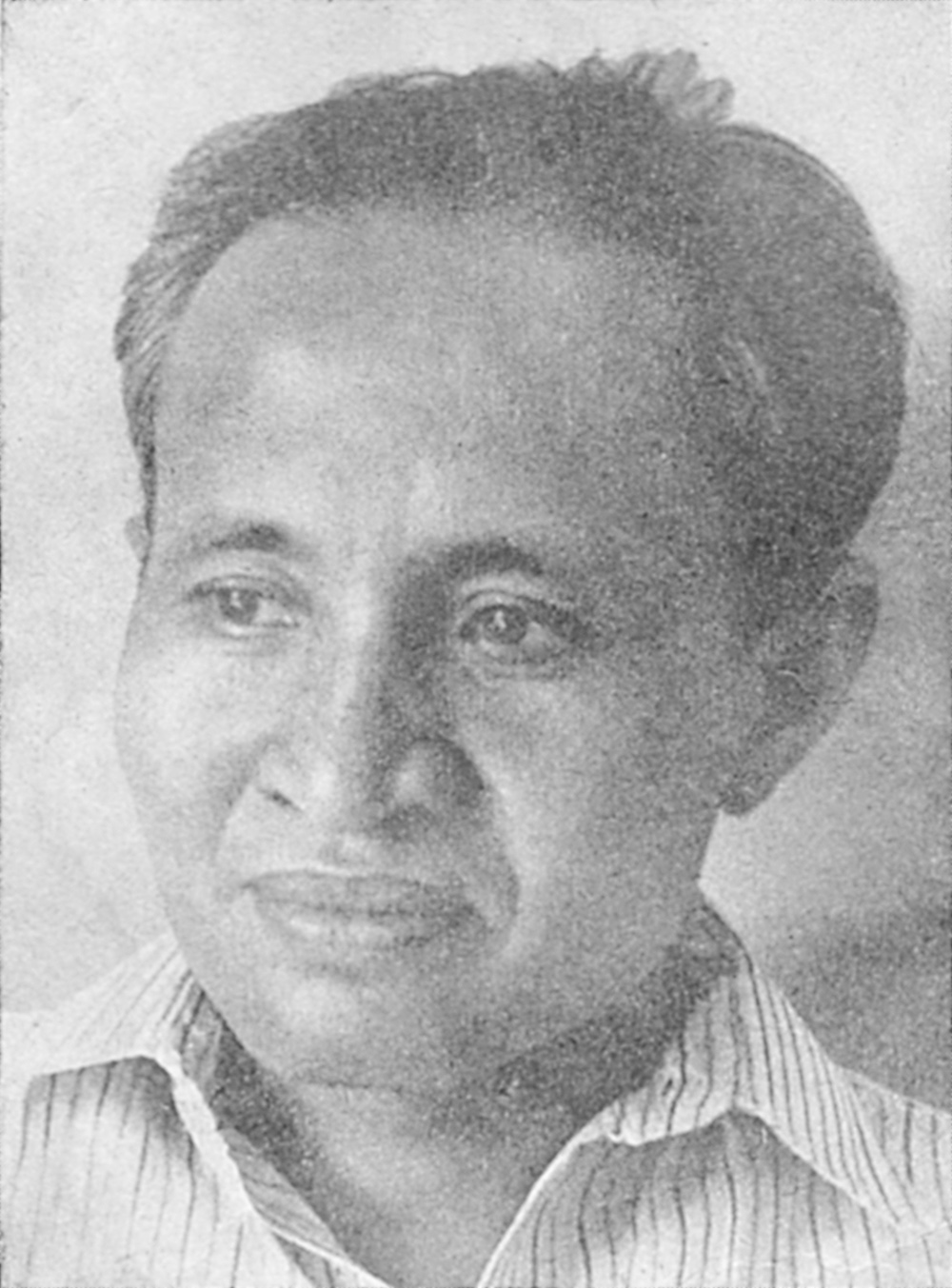
Sutan Takdir Alisjahbana (1908–1994), Dichter, Essayist und Romanautor

In der Zeitschrift Poedjangga Baroe, die die Idee des Einheitsstaates mit einer Sprache unterstützte und daher keine Beiträge in Regionalsprachen oder Niederländisch publizierte, wurde der Streit zwischen Anhängern einer westlichen Orientierung der Literatur und einer nationalistischen Strömung ausgetragen. Das Organ sah sich zudem der Kritik von Traditionalisten ausgesetzt, die die Korrumpierung der malaiischen Sprache beklagten.

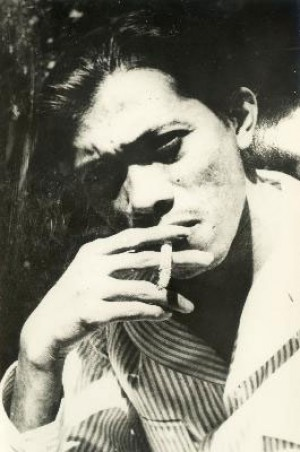
Chairil Anwar

Chairil Anwar (1922–1949) war die zentrale Figur der „Generation 45“. Er verfasste bis zu seinem frühen Tod über 70 Gedichte und einige andere Werke teils in niederländischer Sprache und verarbeitete westlich-existenzialistische ebenso wie japanische und chinesische Einflüsse. Auch der Politiker Sutan Syahrir („Unser Kampf“, 1945) bediente sich der niederländischen Sprache. Einige dieser Arbeiten wurden ins Englische und in andere Sprachen übersetzt, Anwar übersetzte wiederum Rilke ins Indonesische. Die Diskussion um die künftige kulturelle Identität des Archipels spitzte sich nach 1933 bis zur Gründung des Ausschusses zur Vorbereitung der Unabhängigkeit Indonesiens unter der japanischen Okkupation im Juni 1945 zu, wobei die Japaner Anwar als antikolonialistischen Vorkämpfer für sich in Anspruch nahmen. Sie förderten auch den Gebrauch der indonesischen Sprache, während das Niederländische verboten wurde.

## Von der Unabhängigkeit bis zum Ende der Diktatur
Die frühe Ausrufung der Unabhängigkeit im August 1945 führte zu Kämpfen zunächst mit britischen, dann mit niederländischen Besatzungstruppen, die in einen Guerillakrieg mündeten und bis zur endgültigen Unabhängigkeit 1949 immer wieder aufflammten. Doch bereits vorher und während der militärischen Kämpfe entbrannte ein Kulturkampf, der durch den Versuch der Niederlande, den Archipel zu spalten, verstärkt wurde.
Viele nationalistische Aktivisten wie Anwar und Hamzah stammten aus Sumatra, wo ein Malaiisch gesprochen wurde, das sich vom Javanischen und Sundanesischen stark unterschied. Nicht zuletzt aufgrund des Einflusses Sutan Takdir Alisjahbanas, der einen Roman über den antijapanischen Kampf und das Ringen um eine Annäherung der Kulturen auf Basis einer gemeinsamen Sprache („Verlieren und gewinnen“, dt. 2017) verfasst hatte, wurde 1945 der malaiische Dialekt von Riau zur Staatssprache Bahasa Indonesia und damit zur späteren Grundlage der Nationalliteratur, obwohl er nur von einer Minderheit der Einwohner des Archipels gesprochen wurde. Heute sind es wohl über 80 Prozent. Moslems und Christen stritten auch um die Deutung des Werks von Chairil Anwar, der entweder als antikolonialistischer Vorkämpfer des Einheitsstaates mit einheitlicher Sprache oder aber als Protagonist ihrer jeweiligen Religion angesehen wurde. Der Führer der Unabhängigkeitsbewegung und erste Präsident Indonesiens Sukarno befürchtete, dass bei zu massiver Dominanz des islamischen Einflusses das mehrheitlich von Nicht-Muslimen bevölkerte Bali aus dem Verbund Indonesiens austreten könne. So einigte man sich auf die Formel der fünf Prinzipien (Pancasila), wonach Indonesien zuallererst ein nationalistischer Staat mit Einheitssprache werden solle, der auf Basis der fünf großen Welt- (und Schrift-)religionen gegründet sei.

### Generation 45

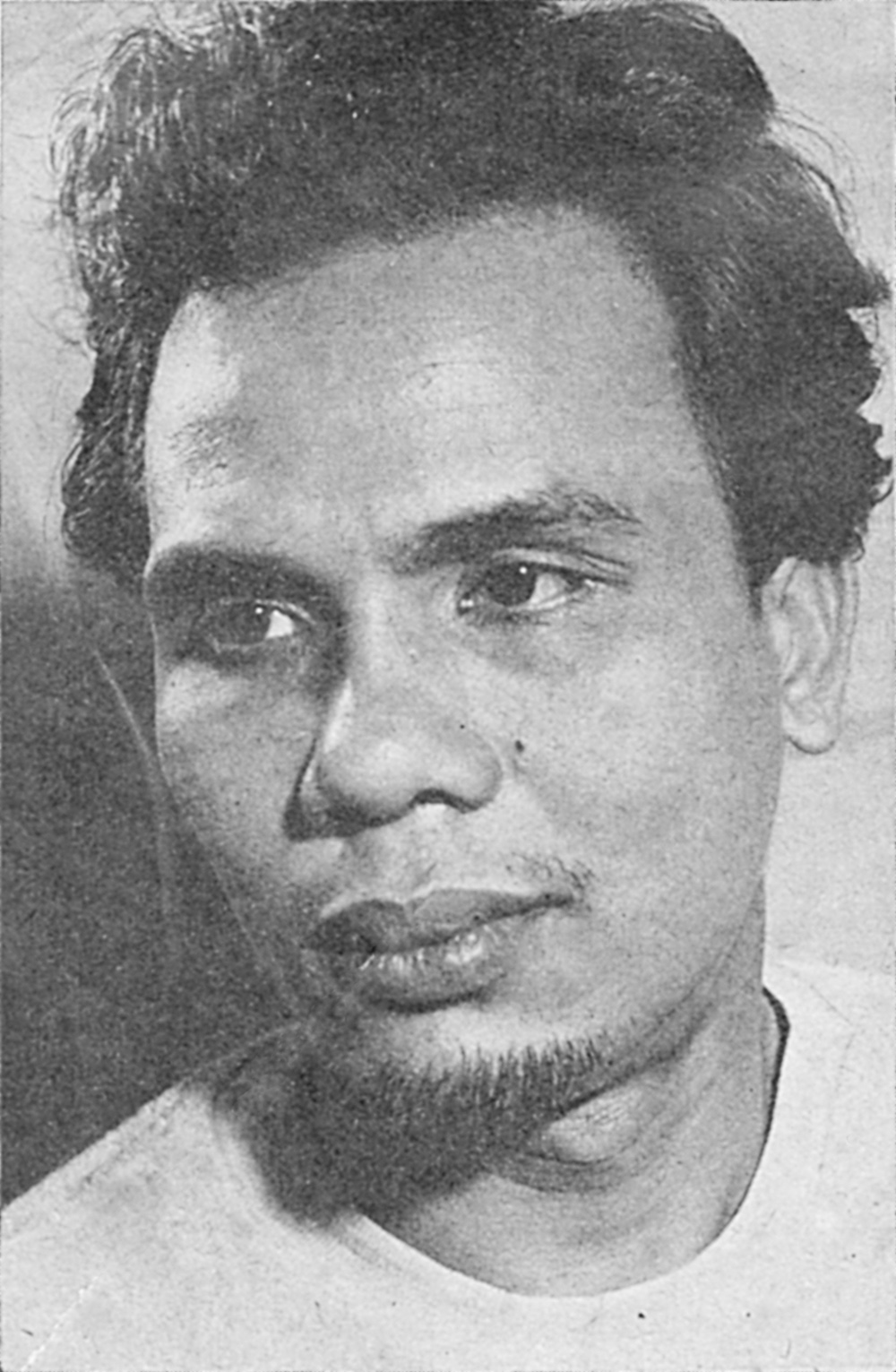
Sitor Situmorang (1955)

Die revolutionäre Generation 45 (Angkatan '45) der meist sehr jungen Literaten, die den Befreiungskampf aktiv getragen hatte, definierte sich als Erben einer Hochkultur, was in erheblichem Kontrast zum damaligen Zustand der Volksbildung und zur Entwicklung des Leseverhaltens stand. Zu ihr gehörten neben Chairil Anwar u. a. der sozialkritische Prosadichter Pramoedya Ananta Toer (1925–2006) (kurz: Pram), der von Kommunisten 1946 ermordete nationalistische Aristokrat Amir Hamzah, der Dichter des Landes der Batak Sitor Situmorang (1923–2014), der Prosa- und Drehbuchautor, Lyriker und Regisseur Asrul Sani (1926–2004) und der von der westlichen Literatur beeinflusste Autor realistischer Kurzgeschichten (indones.: tjerpen) Idrus (1921–1979). Eher am Rande der Gruppe stand der Angehörige des Batak-Volkes Mochtar Lubis (Mohtar Lubis). Dieser war seit den 1950er Jahren der Herausgeber der Literaturzeitschrift Horison. Er verfasste neben zahlreichen psychologisch fundierten Kurzgeschichten ein Buch über das korrupte Jakarta (Senja di Jakarta, zuerst erschienen in London unter dem Titel Twilight in Jakarta, 1963), das als erster indonesischer Roman ins Englische übersetzt wurde. Lubis wurde von 1956 bis 1965 aus politischen Gründen verfolgt. Auch Toer, der schon in jungen Jahren gegen die Japaner gekämpft hatte, brachte seine Enttäuschung über die politische Entwicklung und die Korruption im neugegründeten Staat in seinem Buch Bukan Pasar Malam (1951, deutsch: Mensch für Mensch, 1993) zum Ausdruck.
Situmorang, der längere Zeit in Amsterdam und Paris studierte und auch die Sowjetunion und China sowie die USA bereiste, war wie Anwar in seinen Gedichten vom französischen Existenzialismus beeinflusst; nach seinem Europaaufenthalt reflektierte er seine doppelten Entfremdungsgefühle als Indonesier in Europa und als Batak in Indonesien in der Erzählung Schnee in Paris. Weitere Kurzgeschichten, Essays und Arbeiten zur Regionalgeschichte folgten. Gemeinsam ist diesen Autoren, dass sie das Leben einfacher Menschen schildern und dabei oft die Ich-Form benutzen.
Aufsehen erregte Ali Akbar Navis (1924–2003), ein Angehöriger des Minangkabau-Volkes, mit seiner Kurzgeschichtensammlung Robohnja surau kami (1956), in der er die formelhafte Frömmigkeit der islamischen Orthodoxie und ihre Gleichgültigkeit gegenüber den Armen kritisierte.
Gegen Ende der 1950er und in den frühen 1960er Jahren spitzte sich ein weiterer gefährlicher Kulturkampf zu, in dem es um die Frage ging, ob Indonesien eine sozialistische oder liberale Demokratie anstreben solle. Diese Frage wurde durch den Putsch Suhartos 1966 und die Verfolgung der Kommunisten und Sozialisten obsolet. Eine große Zahl von Zivilisten beteiligten sich an den Massakern der Todesschwadronen; Islamisten nutzen den Putsch zur Unterdrückung von Elementen der toleranteren Hindu-Kultur. So töteten Islamisten in Ostjava viele Reog-Tänzer wegen Päderastie. Jeder Zweifel an der offiziellen Version über den angeblichen Putschversuch einer kommunistischen Bewegung 30. September (1965) war verboten. Schulbücher wiesen noch lange nach 2000 entsprechende Geschichtslügen auf.
Die Massaker wurden u. a. von Mochtar Lubis und Satyagraha Hoerip (1934–1998) literarisch verarbeitet; letzterer übernahm dabei auch die Perspektive der von Konflikten gepeinigten Täter, denen von der Gemeinschaft auferlegt wird, ihre eigenen Familienmitglieder zu töten.
In den 1990er Jahren setzte Suharto angesichts wachsender soziale Unruhen verstärkt auf den Islam und versuchte muslimische Intellektuelle an sich zu binden. Zwar wurden die Phasen der Diktatur mitsamt der Rolle der alten Eliten und der Einflussnahme des Auslands, vor allem der CIA, politisch noch kaum aufgearbeitet. Sie beschäftigt jedoch die Literatur seit 1998 immer häufiger.

### Generation 66

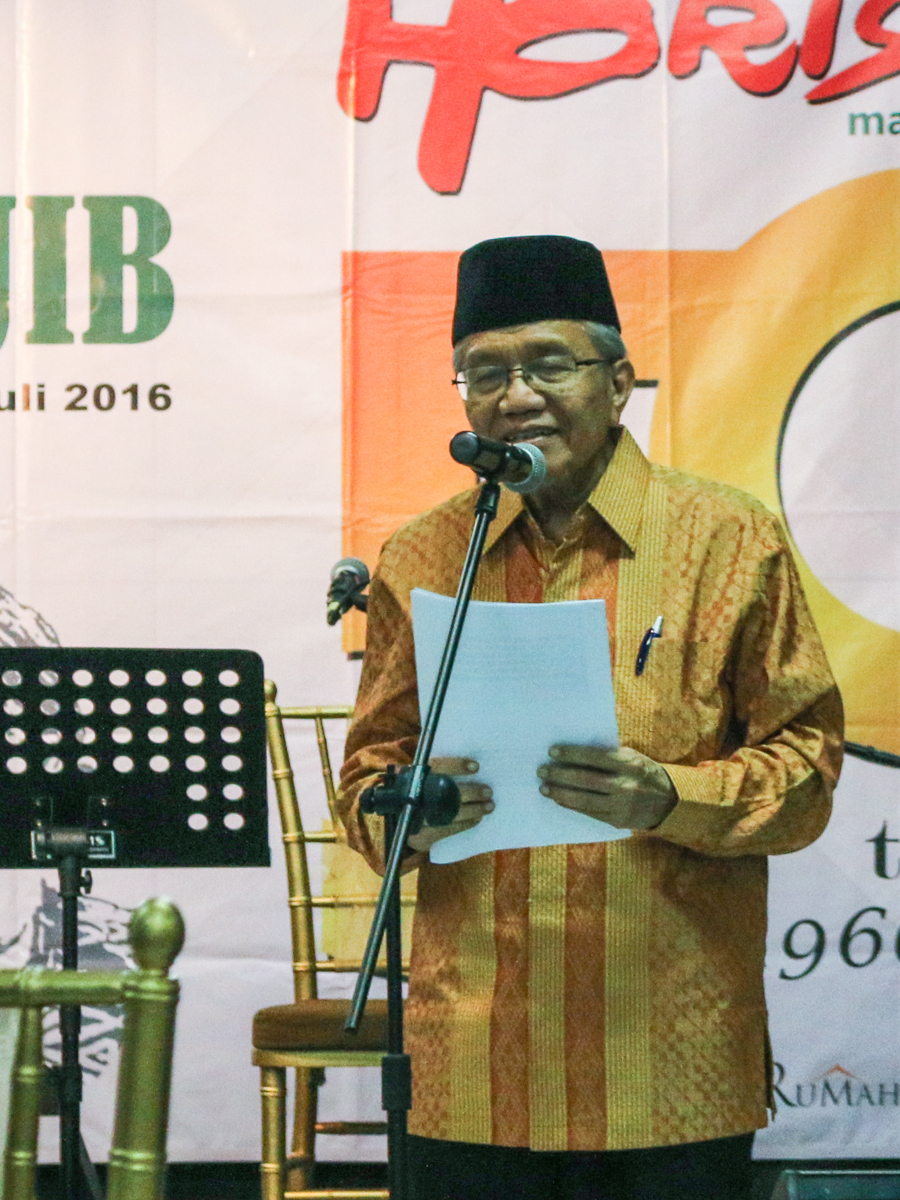
Taufiq Ismail (2016)

Die Autoren der Generation 66 (Angkatan '66-'70-an) unterstützten die Studierenden im Kampf gegen die Suhartu-Diktatur und für Menschenrechte. Dazu zählen auch noch Sitor Situmorang, ferner vor allem Taufiq Ismail (* 1937), Goenawan Mohamad (* 1941) und der populäre Romanautor und Dramatiker Putu Wijaya (* 1944) aus Bali, dessen Werke in mehrere Sprachen übersetzt wurden. Er zählt mit seinem Werk Telegram (1976) ebenso wie Iwan Simatupang (1928–1970) aus Sumatra zu den Vertretern des magischen Realismus, in deren Arbeiten sich realistische Erzählweise und Fiktion vermischen. Simatupang saß als bekennender Nationalist bereits während des holländischen Versuchs, die Unabhängigkeit Indonesiens zu verhindern, im Gefängnis. Ismail Marahimin (1934–2008) veröffentlichte 1977 ein Buch über die japanische Besetzung Sumatras, das 1987 unter dem Titel And the War is Over in englischer und 2015 in deutscher Sprache erschien („Und der Krieg ist vorbei“).
Die Dichterin, Psychologin, Philosophin und Feministin Toeti Heraty (* 1933) und der Lyriker und Übersetzer Sapardi Djoko Damono (* 1940) führten die urbane Wirklichkeit der expandierenden Großstädte als Thema in die Literatur ein. Heratys Lyrik gilt als schwer zu entschlüsseln, voller Ambiguitäten und Ironie. Ihr lyrisches Prosawerk Calon Arang, die aus dem 12. Jahrhundert überlieferte Geschichte einer Frau, die als vermeintliche Hexe geopfert wurde, erschien 2006 auch in englischer Übersetzung. Damonos Gedichte sind populärer, manchmal auch aggressiv; sie wurden verschiedentlich als Vorlagen für Songtexte genutzt.
An Bekanntheit wurden diese Autoren noch übertroffen von Willibrordus S. Rendra (1935–2009) (kurz: Rendra), dem wohl populärsten und vielseitigsten Dichter, Schauspieler, Performer, Dramatiker, Regisseur und Übersetzer. Er orientierte sich mit seinen gesellschaftskritischen Stücken an der antiken Tradition und den großen Dramatikern der Weltliteratur ebenso wie an der westlichen Avantgarde. Unter Suharto wurde er verhaftet und erhielt Auftrittsverbot. Seit den 1970er Jahren wich er auf das Feld der Lyrik aus und wurde durch seine textästhetischen Innovationen bekannt. Günter Grass besuchte ihn zur Zeit des Suharto-Regimes im Armenviertel; zeitweise wurde er als Nobelpreiskandidat gehandelt.
Pramoedya Ananta Toer war unter Suharto 14 Jahre lang – von 1965–79 – gefangen gesetzt. In dieser Zeit schrieb er auf der Gefängnisinsel Buru die Buru-Tetralogie. Toer wurde ebenfalls mehrfach für den Literaturnobelpreis nominiert und war neben Rendra die bekannteste Größe unter den indonesischen Autoren.
Der Balinese Putu Oka Sukanta (* 1939), der nach dem Putsch von 1966 zehn Jahre lang im Gefängnis einsaß, verfasste Lyrik und Kurzgeschichten, von denen 1987 eine Auswahl durch das Goethe-Institut übersetzt wurde. Nach seiner Entlassung beschäftigte er sich mit traditioneller chinesischer Medizin, was ihm eine erneute Verhaftung einbrachte. In den 1990er Jahren betätigte er sich auch als Dokumentarfilmer. Vor allem durch seine Serie von Filmporträts indonesischer Autoren und Schauspieler bekannt wurde der Filmemacher Ramadhan K. H. (Ramadhan Karta Hadimadja, 1927–2006), der auch als Lyriker und Übersetzer arbeitete.

### Generation 80
Zur folgenden Generation der 80er (Dasawarsa '80-an), die in einem Klima der allmählichen Liberalisierung, aber auch Entpolitisierung arbeiteten, gehören Ahmad Tohari (* 1948), ein tief religiöser Romanautor (Jantera Bianglala, 1986), der für die Verbindung eines modernen toleranten Islam mit dem traditionellen Volksglauben eintritt, Dorothea Rosa Herliany (* 1963), eine Katholikin, die das konventionelle Frauenbild radikal in Frage stellt und zahlreiche Tabus brach, Agus R. Sarjono (* 1963), Lyriker, Essayist und Herausgeber, der Nachdichtungen von Rilke und Goethe in indonesischer Sprache verfasste und 2002/03 als Stipendiat der Böll-Stiftung in Deutschland weilte, und der Prosaist, Lyriker und Theaterautor Afrizal Malna (* 1957). Diese Generation hatte weder die koloniale Unterdrückung noch den Befreiungskampf der Gründergeneration erlebt; für sie war es bereits selbstverständlich, sich in der indonesischen Sprache auszudrücken.

### Theater
In den 1960er und 70er Jahren entstand auch ein modernes indonesisches Theater, das sich mit Elementen des traditionellen (Wander-)Theaters verband. Zu den Wegbereitern des (Campus-)Theaters und des modernen Fernsehens in Indonesien gehörte der Medienmanager und Soziologe Umar Kayam (1932–2002), der längere Zeit in New York lebte und als Verfasser von Kurzgeschichten und Romanen hervortrat. Doch gibt es bis heute selbst in Jakarta mit seinen ca. 20 Millionen Einwohnern kaum für das moderne Theater nutzbare Gebäude. Ein Theater- und Veranstaltungsbau aus dem Jahre 1821 wird dort heute für Konzert- und Ballettaufführungen genutzt. Gespielt wird in Campustheatern wie in der Kunsthochschule Surakarta, in Schul- und Sporthallen oder unter freiem Himmel.

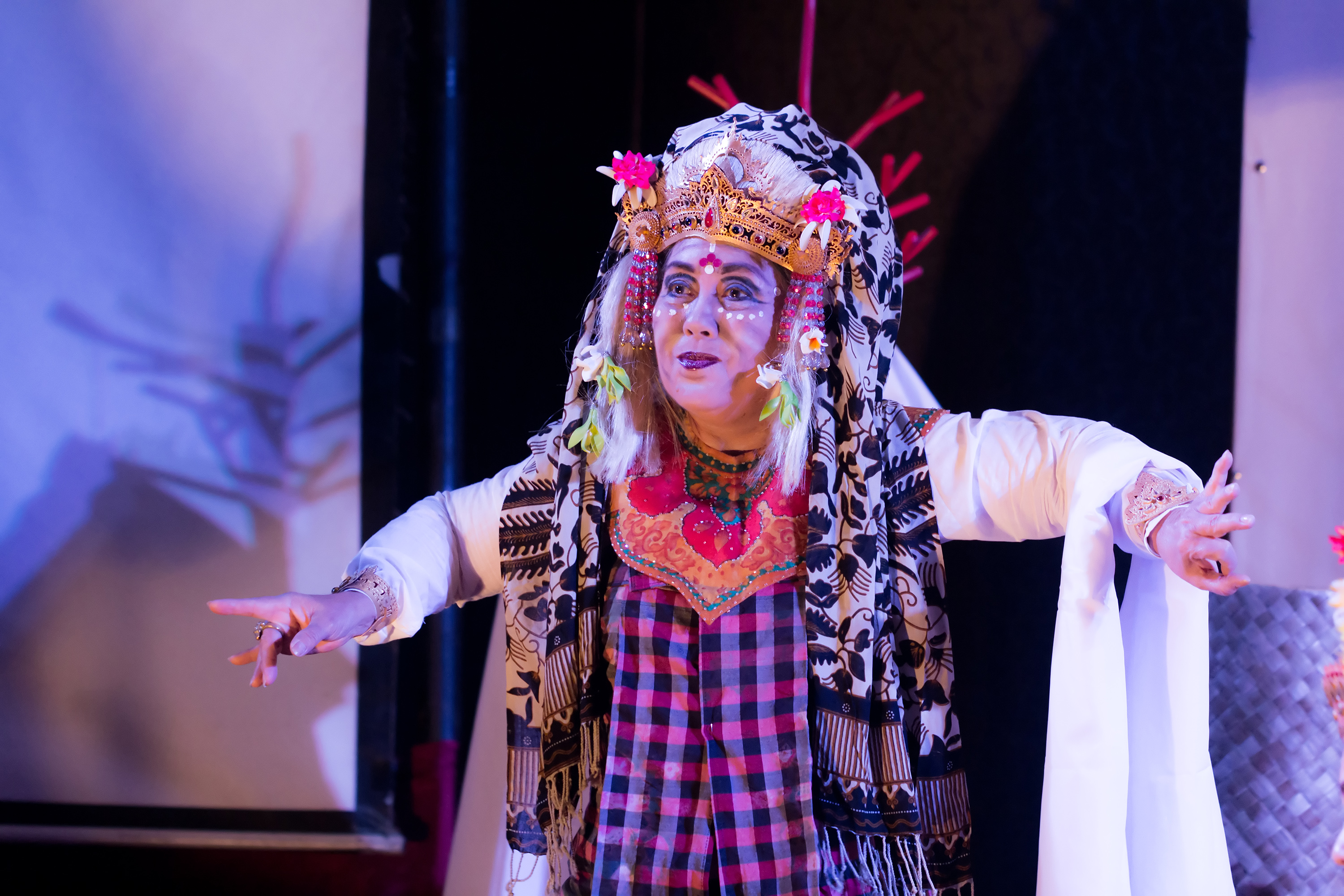
Die Tanzmeisterin Bulantrisna Djelanti (* 1949), Enkelin des letzten Königs der Regentschaft Karangasem auf Bali, spielt die Rolle der Calon Arang in einem Tanzdrama, das auf Heratys Version der volkstümlichen Erzählung beruht (2016)

Iswadi Pratama gründete 1996 die Theatergruppe Teater Satu Lampung in Bandar Lampung. 2010 wurde sein Stück Nostalgie einer Stadt in Köln aufgeführt.

## Gegenwart
Unter anderem die asiatische Finanzkrise löste Massendemonstrationen aus, die 1998 zum Sturz des Diktators Suharto führten. Die anschließende Demokratisierung und ein Klima zunehmender Toleranz unter dem Reformpräsidenten Abdurrahman Wahid führten zu einer erheblichen Steigerung der Literaturproduktion durch die sog. Reformgeneration (Angkatan Reformasi). Erst nach dem Sturz Suhartos bekannten sich viele Chinesen trotz weiter bestehender massiver Vorurteile wieder zu ihrer Kultur. Nun wurde auch die Rolle der Peranakan-Literatur, der umgangssprachigen malayischen Literatur der Nachkommen der in Britisch-Malaya geborenen Chinesen, die nach Indonesien ausgewandert waren (wie Arief Budiman, * 1941) teilweise anerkannt. Auch die Massaker in Osttimor werden zunehmende literarisch aufgearbeitet, so in Jazz, Parfüm und der Zwischenfall von Seno Gumira Ajidarma (dt. 2015).
Indonesien begreift sich zwar selbst nicht als Kulturnation: Es wird wenig gelesen (wenn, dann meist von Frauen), es gibt keine staatliche Literaturförderung, kein Bibliothekswesen, keinen flächendeckenden Buchhandel außer in den Großstädten Javas und Sumatras. Literatur im engeren Sinne ist also eine Angelegenheit der Eliten in den Ballungsräumen geblieben. Doch die performative Kraft der spezifischen indonesischen Kombination von Sprache, Theater und Tanz hat eine ganz eigene Durchschlagskraft. Internet, soziale Netzwerke, sogar Mobiltelefone tragen zur Verbreitung dieser Hybridkultur bei. Viele Autoren betätigen sich auch als Blogger, so z. B. der Erzähler Eka Kurniawan (* 1975), von dem zwei teils bizarr-witzige Bücher auch ins Deutsche übersetzt wurden. Als Drehbuchautor und Regisseur wurde Joko Anwar (* 1976) populär.
Die Verschmelzung der Genres in der Tradition des Wayang förderte die Entwicklung von Comic-Autoren wie dem zeitweise in Australien lebenden international bekannten Athonk, der unter anderem einen Comic über ein Gefängnismassaker gestaltete, und modernen Performance-Künstlern, an denen Indonesien heute sehr reich ist. Zu nennen sind Rahman Arge (1935–2015), der auch im Film auftrat und politisch aktiv war, Wawan Sofwan (* 1965), der in Europa in klassischen Dramen auftrat, Sosiawan Leak (* 1967) und der in Westjava geborene Godi Suwarna, der in Sundanesischer Sprache schreibt und für seine Aktivitäten zur Erhaltung dieser Sprache mehrfach ausgezeichnet wurde. Die Themen werden dabei oft dem alten Fundus entnommen. Während sich junge Intellektuelle aus den Großstädten der Arabisierung des Islams mit stark bilderfeindlicher Tendenz widersetzen, fördern muslimische Parteien eine solche Islamisierung, der zum Teil die traditionellen Kostüme und Trachten als „Pornographie“ zum Opfer fallen.
2002 fand ein erstes Lyrikfestival in Makassar, Bandung und mehreren anderen Regionen statt. Als bedeutendste zeitgenössische indonesische Lyrikerin gilt immer noch Dorothea Rosa Herliany. Auch die Kurzgeschichte findet weitere Verbreitung, so durch Leila S. Chudori, Joni Ariadinata (* 1966) und Azhari (* 1981) aus Banda Aceh, einem Tsunami-Überlebenden des Jahres 2004.
Mehr Frauen als Männer beteiligen sich heute am kulturellen und literarischen Leben: Ida Ayu Oka Rusmini (* 1967) setzt sich in ihren Romanen und Gedichten mit der patriarchalischen Kultur ihres Landes auseinander. Linda Christanty (* 1970) schreibt auch gegen Islamisierung und Scharia in der Provinz Aceh. Die Autorin und Filmemacherin Djenar Maesa Ayu (* 1973) wurde durch provozierende Stories und Filme bekannt. Die Musikerin und Dichterin Dewi Lestari (* 1976), die einer christlichen Familie entstammt, aber jede Religion ablehnt, verfasste eine popliterarische Romanserie zu provozierend-exotischen Themen wie Schamanismus und Extraterrestrisches Leben. 2014 war sie auf der Frankfurter Buchmesse präsent. Als Sachbuchautorin erzielte die Journalistin Feby Indirani (* 1979) mehrere Erfolge, u. a. durch I can (not) hear.
Laksmi Pamuntjak (* 1971), die auch in englischer Sprache schreibt, kann als wichtige Vertreterin der literarischen Postmoderne gelten. Bekannt wurden zunächst ihre Restaurantführer. Später trat sie als Übersetzerin und Herausgeberin der Gedichte Goenawan Mohamads in Erscheinung. Ihr eindringlicher Roman Amba (2012, deutsch: Alle Farben Rot, 2015) gründet auf ihrer eigenen Familiengeschichte und handelt von den Langzeitwirkungen des 1965/66 nach der Machtergreifung Suhartos verübten Massenmordes an mindestens 500.000 des Kommunismus und Terrorismus verdächtigten Menschen (meist chinesischer Abstammung). Dieser Genozid blieb 50 Jahre lang ungesühnt, die Täter wurden teils wie Helden gefeiert. Das Buch stellt das Wunschbild einer einheitlichen indonesischen Nation in Frage. Angedeutet wird auch die Herausforderung durch einen radikalisierten Islam, der von den Golfstaaten unterstützt wird. Auch Leila S. Chudori setzt sich in ihrem ersten, auch ins Deutsche übersetzten Roman Pulang (dt. 2015) aus dem Pariser Exilmilieu mit den Nachwirkungen der Massenmorde und den Umgang mit der Erinnerung auseinander.
Viele Autorinnen versuchen der zunehmenden radikal-islamistischen antifeministischen Propaganda etwas entgegenzusetzen, z. B. durch die Veröffentlichung von populären Büchern, die den Standpunkt eines islamischen Feminismus propagieren. Teils engagieren sich die Frauen auch in den mystischen Sufi-Bewegungen. Auch Hindu-Frauen auf Bali bekämpfen die islamische Anti-Pornographie-Gesetzgebung, die sie als Angriff auf ihre Kultur verstehen.
Im Ausland wird die indonesische Literatur vor allem in Malaysia, Australien und den Niederlanden wahrgenommen. Einige Autoren schreiben daher inzwischen auch in englischer Sprache. Wichtige Sammelwerke und Anthologien erschienen in englischer Übersetzung bei der Lontar Foundation in Jakarta.

## Übersetzungen ins Deutsche

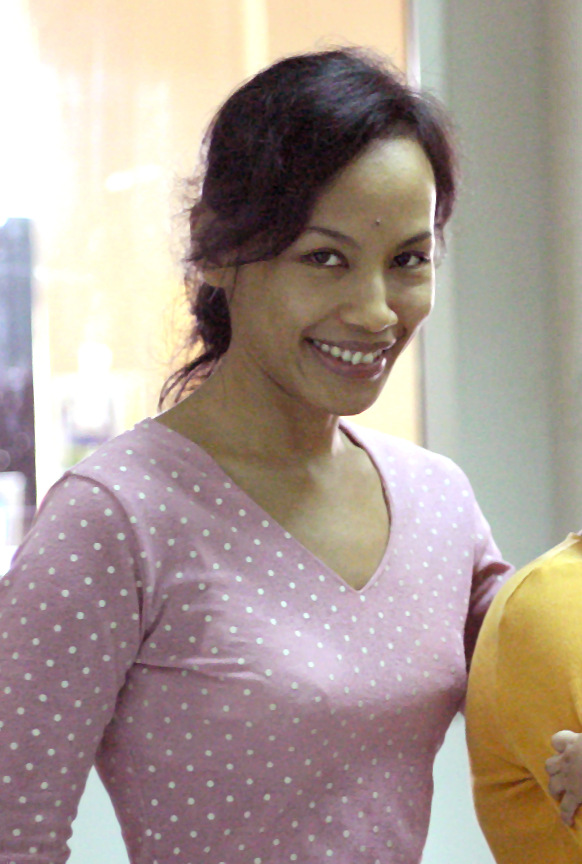
Ayu Utami (2005)

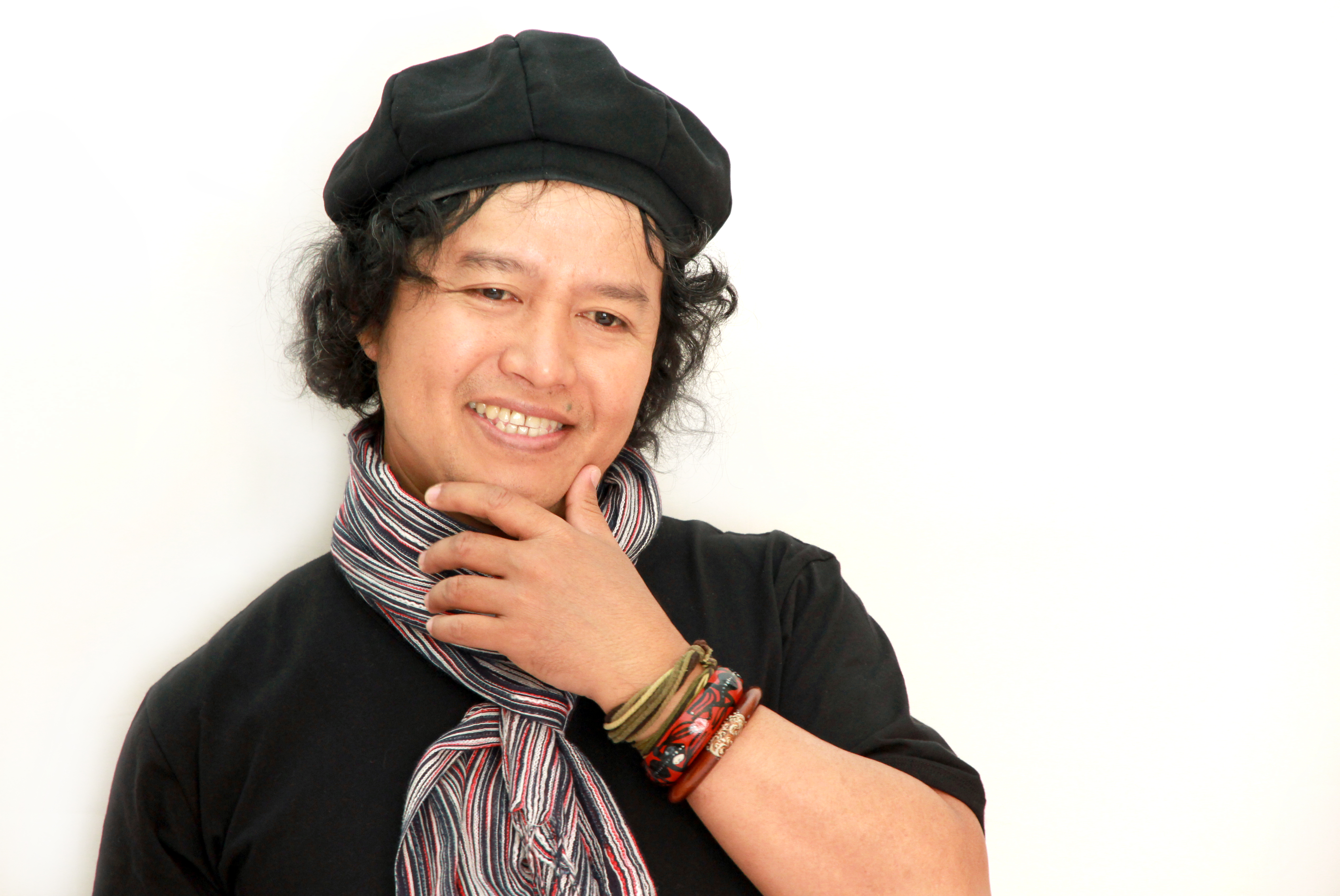
Andrea Hirata (2012)

Einige Übersetzungen indonesischer Literatur ins Deutsche erschienen bereits in den 1960er bis 1980er Jahren. 1999 wurde der 1992 erschienene Bestseller von Umar Kayam über die Kolonialzeit und die Entwicklung Indonesiens bis in die 1970er Jahre („Ein Hauch von Macht“) übersetzt. 2007 wurde das 1998 erschienene, äußerst erfolgreiche Werk Saman der Journalistin Ayu Utami (* 1968) ins Deutsche übertragen. Utami war unter Suharto von Publikationsverboten betroffen. Sie griff sofort nach dessen Sturz 1998 in Saman Tabuthemen wie weibliche Sexualität und die Situation von religiösen und ethnischen Minderheiten auf und gab damit den Anstoß zur feministischen Sastra wangi-Bewegung („Duftende Literatur“). Ihre Arbeiten werden von vielen indonesischen Frauen gern gelesen, wenngleich sie in ihrer Themenwahl verengt und gelegentlich popliterarisch klischeebehaftet sind. Zu Sastra wangi zählen auch die oben genannten Dewi Lestari und Djenar Maesa Ayur sowie Fira Basuki (* 1972).
Übersetzt ins Deutsche wurden neben Laksmi Pamuntjaks Amba (2015) u. a. Oka Rusminis (* 1967) Roman Tarian Bumi. (2003, dt. „Erdentanz“ 2007) über die vom Kastensystem geprägte Situation von Frauen auf Bali und Andrea Hiratas „Die Regenbogentruppe“ und „Der Träumer“ (dt. 2013/15). Die beiden Bände Hiratas beschreiben die Bildungsgeschichte eines zwölfjährigen Bergarbeitersohnes auf der von einem internationalen Konzern beherrschten Zinnmine der Insel Belitung auf seinem Weg zur Oberschule und zum Studium in Paris. Der erste Band dieses modernen Märchens wurde verfilmt; der Film wurde 2008 unter dem Titel „Die Regenbogenkrieger“ auf der Berlinale gezeigt. Hirata wurde durch diese Bücher der meistgelesene Autor Indonesiens.
2011 fand in Berlin ein Jakarta Berlin Arts Festival statt, bei dem sich einige indonesische Autoren vorstellten. Andrea Hirata war 2013 Gast der Leipziger Buchmesse. 2015 war Indonesien das Gastland der Frankfurter Buchmesse. Zu den zur Buchmesse erschienene Werken in deutscher Übersetzung (aus dem Englischen von Guido Keller) zählen neben Putu Wijayas Telegramm unter anderem Der Pilger von Iwan Simatupang und der Erzählungsband Glühwürmchen von Hamsad Rangkuti (* 1943 auf Sumatra).